# Roberto Rebecchi
Roberto Rebecchi (San Felice sul Panaro, 15 maggio 1911 – Verona, 4 giugno 1997) è stato uno scultore, pittore e incisore italiano.
Roberto Rebecchi fu scultore, pittore ed incisore, variando la sua produzione dal sensibile realismo novecentesco all'astrattismo, allievo di Virgilio Guidi, Ercole Drei e Giorgio Morandi.

## Formazione
Nel 1913 la sua famiglia si trasferisce a Sermide Inizia i suoi studi artistici all’Accademia “Cignaroli” di Verona; conseguita la maturità artistica continua i propri studi all’Accademia di belle arti di Venezia. Pur essendo iscritto al corso di scultura, segue quello di pittura di Virgilio Guidi: quando questi nel ’35 si sposta a Bologna, Rebecchi ed altri lo seguono per stima ed amicizia. Ha così modo di seguire le lezioni di storia dell'arte di Roberto Longhi e la grande opportunità di essere guidato da Giorgio Morandi nelle sue esperienze incisorie diplomandosi in scultura con Ercole Drei. In questi anni di studio, sovvenzionati dalle borse di studio dell'”Istituto Franchetti” di Mantova, Rebecchi modella molto; si sposta a Milano dove incontra e viene apprezzato da Arturo Martini e conosce gli esponenti di Corrente e Treccani pubblicando delle acqueforti sulla loro rivista. Si iscrive alla facoltà di Architettura di Venezia ma gli studi vengono interrotti dallo scoppio della guerra.

## Produzione
Rientrato dal conflitto, trova la sua abitazione e molte delle opere in essa contenute, distrutte: restano sculture-ritratto modellate durante il servizio militare e i taccuini di disegni da cui trarrà in seguito delle incisioni.
L'interesse dell'artista è rivolto ad una resa di sensibile realismo, dapprima ispirandosi ai coevi momenti storici (coi ritratti di Giorgio Bassani, Il Colonnello George, Il tenente colonnello Dickie) per poi virare ai temi naturali soprattutto del Po (dighe, barconi, traghetti, tramonti e boschi) e a quelli religiosi (San Martino e il povero, San Giorgio, Crocefisso) mentre nelle sculture di grande dimensione, la semplificazione riporta a forme arcaiche (La Madonna dell'acqua) 
Le incisioni riprendono quasi solamente il Po e le tematiche affini. Registra l'immagine sul taccuino, elaborando poi la lastra in studio quasi sempre con l'acquaforte, poi la morsura con l'acido, la stampa delle prove e in ultimo la tiratura. La scelta di non incidere direttamente a fronte del soggetto, rende l'immagine finale nitida e mancante di particolari, quasi scarnificata e astratta. 
Riguardo la pittura, la tavolozza usa colorazioni vivaci nei temi naturali degli anni Trenta, avviandosi a tematiche fantastiche tra gli anni Quaranta e Cinquanta, restando attento alle novità stilistiche del momento seppur mediandole con la sua indole razionale.
Tra gli anni Ottanta e Novanta si aggiunge l'astrattismo alla sua già ricca produzione, dapprima con acqueforti e poi con bronzetti, potenziali bozzetti per opere più grandi che potessero incorniciare il paesaggio padano che sempre lo accompagnò in vita.  
In totale, produsse più di 500 dipinti, circa 1500 acqueforti e un centinaio di sculture.
Muore il 4 giugno 1997 e sepolto nel Cimitero di Sermide, dove numerose sue sculture decorano tombe lì presenti.

## Collaborazioni editoriali ed insegnamento
Dal 1936 al 1940 con il gruppo letterario di Bologna collabora con disegni e incisioni alla pagina culturale del Corriere Padano e alla rivista "Corrente" di Milano. Numerose riviste di Verona, Bologna, Mantova, Venezia,  Milano, Fiume, Roma, Brescia e Padova, hanno pubblicato le immagini dei suoi lavori grafici.
Dal 1945 al 1948 dirige la Scuola Statale di Avviamento Professionale “Virgilio” di Sermide poi l’Istituto Statale d’Arte di Castelmassa (1955-1968) e infine l'Istituto Statale d’Arte “Nani” di Verona (dal 1968 al 30 Novembre 1974) dove si trasferì con la famiglia sino alla morte. L’insegnamento prima e la direzione dell’Istituto Statale d’Arte poi, lo portarono ad una sedentarietà, eccetto i viaggi legati ai ruoli instituzionali, che lo isolerà molto pur senza interrompere la produzione artistica e i contatti con importanti critici quali Cesare Zavattini, Pio Semeghini, Gigi Scarpa, Licisco Magagnato, Vittorio Sgarbi, Gilberto Altichieri, Mario De Micheli, Laura Gavioli, Malagutti.

## Esposizioni
Dal 1932 inizia a partecipare con disegni, sculture, dipinti ed incisioni ad acquaforte a numerose mostre sindacali provinciali, interprovinciali e nazionali oltre ad organizzare mostre personali e ad avere sale personali in importanti rassegne nazionali.
- 1935 - Prelittoriali della cultura e dell'arte a Roma (Mater Lictoria)
- Quarta Mostra Provinciale d'Arte, in occasione della V Settimana Mantovana, Palazzo Aldegatti
- 1936 - S. Remo 1936
- 1936 - Quinta Mostra Interprovinciale del Sindacato Belle Arti Emilia-Romagna, Bologna, Palazzo del Podestà, 04/11-31/12
- 1939 - Mostra Sindacale d'Arte, Castello Estense, I°-28/10
- 1942 - XXIII Esposizione Internazionale d’Arte, Venezia, Padiglione della Regia Aeronautica, giugno-settembre (Medaglia dedicata a Nello Quilici)
- 1945 - presenta 12 bronzi all’Accademia di belle arti di Firenze
- 1946 - mostra personale, Mantova Galleria del Pioppo, 09-24/03
- 1946 - I° Mostra degli Artisti Sermidesi, mostra personale, luglio
- 1947 - II° Mostra degli Artisti Sermidesi, mostra personale
- 1947 - Mostra d'arte di Quistello, agosto
- 1948 - Bevilacqua la Masa, personale di scultura
- 1952 - V Premio Suzzara (Giocoliere in riposo e Contadina del Po) settembre
- 1953 - rassegna "EA53 Mostra delle arti figurative"
- 1954 - Biennale Nazionale d'Arte Sacra, Novara, personale di sculture
- 1954 - I Mostra Nazionale d'Arte Sacra Contemporanea, Bologna, dal 17 ottobre (segnalato)
- 1957 e successivi - Mostra Nazionale di Arte Figurativa, organizzata dall'UCAI (Unione Cattolica Artisti Italiani), Napoli
- 1958 - mostra personale dei più recenti bassorilievi, Venezia, Galleria San Vidal
- 1959 - Internazionale d'Arte Sacra, personale
- 1959 - VIII Quadriennale di Roma, dicembre 1959-aprile 1960
- 1986 e 1991 - mostre personali, Fondazione Corrente, presentate da Mario De Micheli
- 1992 - La Scultura Italiana del primo Novecento, Castello della Mesola
- 1995 - rassegna Il Po del '900 arte, cinema, letteratura, Castello della Mesola
- 1995 - XVI Biennale del Bronzetto di Padova

### Retrospettive
- 1997-1998
  - Ferrara, Chiesa di S. Romano (antologica di sculture, oli, acqueforti)
  - "Il segno inciso. L'Incisione mantovana del novecento", Pinacoteca di Quistello, 20/12/1997-13/02/1998
- 2001
  - Il Po in controluce, arte padana, alluvione e dintorni, Rovigo, Complesso degli Olivetani
- 2007
  - Revere Mantova, Palazzo Ducale (sculture, oli, acqueforti)
  - Sermide, Villa Schiavi (sculture, oli, acqueforti)
  - Rovigo, Cà Cornera (sculture, oli, acqueforti)
- 2016
  - Verona, Società Belle Arti Verona
  - Danza d'amore tra Verona e Venezia, Verona, Chiesa di San Pietro in Monastero, 05-17/02
  - Salò, Palazzo della Magnifica Patria
  - Lazise, Sala Civica Comunale
  - Brenzone, Sala Civica Comunale
  - Garda, Palazzo Carlotti
  - Malcesine, Palazzo dei Capitani
- 2024 
  - Galleria Arianna Sartori, 09-21/03

## Opere
Sue opere si trovano in chiese, collezioni pubbliche (tra cui la Biblioteca Civica "Alessandro Manzoni" a Trezzo sull'Adda (MI)) e private, tra le quali San Marco a Venezia, Brescia, Presidenza del Consiglio a Roma.

### Sculture
- Bronzo tombale per la Famiglia Federzoni-Morselli, 1937, Cimitero di Sermide
- Colonnello
- Ritratto di Giorgio Bassani, 1941, gesso
- Ritratto di Giorgio Bassani, 1941, bronzo
- Bambina con le trecce, 1940, bronzo
- Porta del tabernacolo dell'altare maggiore, 1960, Chiesa Parrocchiale di Sermide

### Dipinti
- Il Po verso Felonica, 1933, olio su cartone
- Mozzo - Venezia, 1935, olio su cartone
- Chiesa del Redentore - Venezia, 1935, olio su cartone
- Sermide vista dal Po, 1941, olio su cartone
- Visioni del ciclista, 1957, olio su cartone
- Viserba - temporale ore 11, 1966, olio su tela

### Incisioni
- San Giorgio di Ferrara, acquaforte su carta, anni 70
- Venezia - San Giorgio e La Salute, 1975, acquaforte
- Ferrara - Presa dai bastioni, 1982, acquaforte
- Irrazionale n. 82, 1988, acquaforte

## Premi e riconoscimenti
- 1953 - La Presidenza del Consiglio dei Ministri acquista il bassorilievo La Pietà dei contadini in occasione della rassegna "EA53 Mostra delle arti figurative"
- 1953 - Premio Ministero P. I. per il bronzetto Atleta in riposo
- 1954 - segnalazione alla I Mostra Nazionale d'Arte Sacra Contemporanea, Bologna
- 1977 -  “Premio Bettona 1° Maggio 1977” esponendo sculture ed acqueforti[1]

### Cataloghi di mostre
- Rebecchi acqueforti, Quaderni della Galleria Santo Stefano, Venezia
- Roberto Rebecchi acqueforti e disegni, Venezia, Sorteni, 1939.
- Scarpa, Zille, Biral, Morucchio, Rebecchi scultore, Galleria "Il pioppo", Mantova, 1946.
- Gigi Scarpa, Roberto Rebecchi: quattro acqueforti, Verona, La boa, 1981.
- Roberto Rebecchi: il Po - Acqueforti e bassorilievi in bronzo, collana La Boa 5, presentazione di Mario De Micheli, L. Olivieri, Gigi Scarpa, Galleria Civica Castello Estense di Mesola, 1995.